# NGC 6936
NGC 6936 é uma galáxia elíptica (E-S0) localizada na direcção da constelação de Capricornus. Possui uma declinação de -25° 16' 48" e uma ascensão recta de 20 horas, 35 minutos e 56,3 segundos.
A galáxia NGC 6936 foi descoberta em 1886 por Frank Leavenworth.